# Jack Shephard
 (octobre 2024).
- Si vous ne connaissez pas le sujet, laissez ce bandeau (vous pouvez alors contacter les auteurs).
- Si vous supprimez le contenu mis en cause (vous pouvez préalablement contacter les auteurs),

argumentez précisément cette suppression dans la page de discussion
(un manque de référence n'est pas un argument ; une recherche réelle de référence doit avoir été effectuée, être formellement documentée).
Pour les articles homonymes, voir Shephard.
Jack Shephard est un personnage fictif et le principal protagoniste du feuilleton télévisé Lost : Les Disparus interprété par Matthew Fox.
Il est au premier plan dès le premier épisode de la série.

## Biographie fictive

### Avant le crash
Jack, né le 3 décembre 1969, est le fils de Christian et de Margo Shephard. Dans sa jeunesse, son père lui dit qu'il « n'a pas les tripes qu'il faut » pour être le genre de personne qui passe pour un héros aux vues des autres. Après avoir été diplômé de la faculté de médecine à l’université Columbia, Jack travaille en tant que neurochirurgien à l'hôpital St Sébastien de Los Angeles, dans le même domaine que son père qui est le directeur du service de chirurgie. Au début de sa carrière, Jack opère une jeune fille dont il sectionne accidentellement un sac de nerf dans sa colonne vertébrale. À la suite d'un bref moment de panique, son père le pousse à compter jusqu'à cinq, ce qui permet à Jack de réparer les dégâts. Juste après l'opération, Jack a un échange avec Jacob.
En 2001, Jack opère une femme prénommée Sarah qui a eu un accident de voiture et dont la colonne vertébrale est endommagée. Il lui promet alors de « la réparer ». Après l'opération, Jack pense que Sarah va devenir paraplégique mais il constate étonné que Sarah peut bouger ses orteils. Tous deux se marient au début de 2003, mais leurs relations se détériorent et Sarah le quitte en décembre 2003. Jack conteste le divorce et devient obsédé pour découvrir l'identité de l'amant de Sarah, accusant même son père et l'agressant physiquement lors d'une réunion des alcooliques anonymes. Jack est arrêté et Sarah paye sa caution, tandis que son père rechute après avoir atteint cinquante jours de sobriété en février 2004.
Plus tard, Jack voyage à Phuket, en Thaïlande, où il tombe amoureux de Achara, une marqueuse de tatouage avec le don de voir la véritable personnalité d'une personne. Jack l'oblige à le tatouer et Achara accepte à contrecœur car il ne fait pas partie de son peuple. Le lendemain, Jack se fait attaquer par des habitants de l'île de laquelle il est banni. En juillet 2004, il remplace son père au cours d'une opération, mais son père, ivre, avait déjà causé des dommages irréparables sur une femme qui meurt par la suite. Jack dénonce son père comme un alcoolique chronique mettant ainsi fin à la carrière de Christian. En septembre 2004, la mère de Jack lui ordonne de trouver et ramener Christian qui s'est exilé en Australie pour retrouver sa fille Claire. Jack se rend à Sydney et découvre que son père est décédé d'une crise cardiaque à la suite de l'abus d'alcool. Jack monte à bord du vol Oceanic 815 à destination de Los Angeles le 22 septembre 2004, avec le cercueil de son père dans la soute de l'avion.

### Après le crash
Jack est âgé de 34 ans lorsque survient le crash du vol Oceanic 815. Il joue un rôle clé dans la survie des survivants de l'accident et accepte à contrecœur son rôle de leader sur l'île. Épuisé par les soins prodigués aux blessés, sa tentative de sauvetage de la noyade de deux survivants et le manque de sommeil, Jack commence à chasser ce qu'il croit être des hallucinations de son père dans la jungle et trouve le cercueil vide de son père dans des cavernes. Les grottes que Jack a trouvées mènent rapidement à la division entre lui et une partie des survivants qui refusent de quitter la plage pour s'y installer. Les visions discordantes de Jack et Locke sur la manière de gérer diverses situations les mènent souvent au conflit. Jack développe cependant de nombreuses relations avec les survivants de l'accident et trouve plus particulièrement un potentiel intérêt romantique en Kate, un bras droit en Hurley, un respect mutuel avec Sayid et une rivalité avec Sawyer pour l'affection de Kate et le leadership des survivants. Par la suite, Jack doit faire face à la mort d'un autre survivant, Boone, après que ce dernier a été amené grièvement blessé par Locke. Le lendemain, Locke et Sayid informent Jack de la présence d'une trappe dans le sol. Sawyer lui avoue, avant de partir dans le radeau, qu'il avait rencontré son père en Australie. Les deux hommes se quittent finalement en bons termes. Lorsque Rousseau prévient les survivants qu'ils sont menacés par un peuple autochtone surnommé « les Autres », Jack songe à emmener tous les survivants dans la trappe pour se protéger. Locke y conduit alors Jack, Kate et Hurley après avoir récupéré de la dynamite au Rocher Noir, un vieux navire négrier, pour ouvrir la trappe.
Jack descend dans la trappe la nuit du 4 novembre qui s'avère être une station de recherche scientifique appelée « Le Cygne » construite par le Projet Dharma dans les années 1980. Jack et Locke trouvent Desmond, un homme vivant seul, qui doit rentrer une série de six nombres dans un ordinateur toutes les 108 minutes pour, selon ce dernier, « sauver le monde » (il s'agit en fait de compenser une poche d'énergie électromagnétique située sous la station). Jack est sceptique sur l'utilité d'entrer les nombres dans l'ordinateur ce qui conduit à de multiples confrontations entre Jack, « l'homme de la science », et Locke, « l'homme de foi ». Par la suite, Rousseau capture Ben, un des « Autres », qui affirme s'appeler « Henry Gale » et que Jack et Locke gardent en captivité dans l'armurerie. Lorsque Michael revient, il libère Ben et tue Ana Lucia et Libby, mais se tire également une balle dans le bras afin d'accuser Ben de s'être échappé. Michael emmène Jack et quelques autres pour une mission de sauvetage de son fils au camp des « Autres » mais il les entraîne dans un piège, dans le cadre d'un accord qu'il a fait avec les « Autres » pour qu'il puisse quitter l'île avec son fils. Le 27 novembre, les « Autres » capturent ainsi Jack, Kate et Sawyer.
Jack est emprisonné pendant une semaine dans une cellule de la station « L'Hydre », une station sous-marine du Projet Dharma située sur l'île de l'Hydre, tandis que Kate et Sawyer sont gardés dans des cages à l'extérieur. Ben révèle qu'il a besoin de Jack pour opérer sa tumeur vertébrale et Kate et Sawyer sont utilisés comme moyen de pression. Jack ne souhaite pas coopérer avec ses ennemis et il découvre que Kate et Sawyer ont eu un rapport sexuel dans leur cage. Jack est visiblement affecté et négocie pour pouvoir quitter l'île. Au cours de l'opération, Jack fait une incision dans le sac rénal de Ben et le retient en otage, laissant le temps à Kate et Sawyer de s'enfuir en canot vers l'île principale. Les « Autres » le ramène aux baraquements pendant cinq jours, où il développe une relation amicale avec eux et en particulier avec Juliet qui doit quitter l'île par l'intermédiaire du sous-marin avec lui. Toutefois, Kate et Sayid arrivent aux baraquements afin d'essayer de le sauver, tandis que Locke fait sauter le sous-marin. Les « Autres » et Locke abandonnent les baraquements, laissant Jack, Juliet, Kate et Sayid derrière. Quelques jours après leur retour au camp, Juliet révèle à Jack que Ben l'a chargé de marquer les tentes des femmes enceintes pour que les « Autres » puissent les enlever par la suite. Jack pense alors que le seul moyen de débarrasser les survivants de leur crainte des « Autres » est de les tuer et charge Rousseau de récupérer de la dynamite. Pendant ce temps, Naomi débarque sur l'île en parachute après avoir sauté d'un hélicoptère provenant d'un cargo. Jack et Rousseau conduisent alors les survivants à la tour radio de l'île afin de contacter le cargo par le téléphone satellite de Naomi, pendant que Sayid, Jin et Bernard restent au camp pour tirer sur la dynamite et tuer les « Autres ». Sur le chemin conduisant à la tour, Jack est rejoint par Ben qui tente de le convaincre de ne pas contacter le cargo car son équipage aurait l'intention de tuer toutes les personnes présentes sur l'île. Ben menace également de tuer les trois survivants restés au camp mais ils sont sauvés par Sawyer, Juliet et Hurley. Les survivants arrivent à la tour mais Locke poignarde Naomi dans le dos afin qu'elle ne contacte pas le cargo. Jack n'en tient pas compte et appelle le cargo.
Le soir, les survivants se divisent en deux groupes ; ceux qui pensent que l'équipage du cargo va les sauver restent avec Jack sur la plage, les autres partent avec Locke aux baraquements. Jack découvre par la suite que le cargo a été envoyé par Charles Widmore, un ancien chef des « Autres », pour capturer Ben. C'est ainsi que Frank Lapidus, un pilote d'hélicoptère, emmène sur l'île une équipe de trois scientifiques et une semaine plus tard, une équipe de six mercenaires. Les mercenaires reviennent sur l'île après l'attaque des baraquements qui s'est soldée par un échec. Jack suit alors les directives d'un téléphone satellite envoyé par Frank en allant jusqu'à la station « L'Orchidée » où se rendent les mercenaires. Il retrouve Locke qui lui dit de mentir à propos de l'île pour la protéger s'il parvient à la quitter. Jack monte ensuite à bord de l'hélicoptère avec un groupe pour le cargo. En arrivant sur le cargo, ils sont informés qu'il est sur le point d'exploser. Jack, Kate, Hurley, Sayid, Sun, Desmond, Frank et Aaron, le fils de Claire, parviennent à repartir avant qu'il n'explose. Quelques minutes plus tard, en route vers l'île, l'île disparaît littéralement sous leurs yeux. L'hélicoptère s'écrase dans la mer en raison d'une fuite de carburant et les passagers se rendent dans un radeau gonflable avant d'être enfin sauvés par Penelope Widmore. Jack se met d'accord avec les autres survivants pour ne révéler l'existence de l'île à personne et ils mettent en scène leur sauvetage une semaine plus tard sur une île habitée par des villageois.

### Après l'île
À son retour de l'île, Jack retourne travailler à l'hôpital Saint-Sébastien. En juillet 2005, après les funérailles de Christian Shephard, Carole Littleton approche Jack en privé et explique que sa fille Claire est la demi-sœur de Jack et se trouvait à bord du vol Oceanic 815 avec lui. Jack se sent alors mal à l'aise par rapport à Aaron et il prend ses distances avec Kate, en dépit de son amour pour elle. En 2007, Jack emménage finalement avec Kate et Aaron. Plus tard, Jack rend visite à Hurley qui transmet un message de la part de Charlie selon lequel Jack n'est pas « censé l'élever ». Jack a également plusieurs visions de son père. Ivre et drogué avec du clonazépam, Jack se rend compte que Kate lui ment au sujet de ce qu'elle a fait dans la journée et insiste pour connaitre la vérité. Devant son insistance, elle admet avoir respecté une promesse faite à Sawyer. Au cours de cette dispute, Jack lui dit que Aaron n'est même pas lié à elle tandis que Aaron, réveillé par le bruit, les rejoint. Ceci marque alors la fin de leur relation. Il devient par la suite dépendant à l'oxycodone et à l'alcool.
Locke arrive à Saint-Sébastien en automne 2007 à la suite d'un accident de voiture. Locke tente de convaincre Jack de retourner sur l'île mais Jack refuse. Peu après cette rencontre, Jack change d'avis et pense que Locke avait raison. Il prend chaque semaine un vol aller-retour à Sydney, Tokyo ou Singapour dans l'espoir de s'écraser sur l'île et de sauver ses anciens amis. À la lecture d'un journal annonçant la mort de Locke, Jack tente de se suicider en sautant d'un pont mais il y renonce à la suite d'un accident de voiture dont il sauve les victimes. La nuit suivante, Jack va alors à la rencontre de Kate et celle-ci lui fait remarquer qu'il a une apparence minable. Jack essaie de la retenir en la serrant contre lui mais Kate lâche son étreinte et repart en pleurant. Puis, elle remonte dans sa voiture après un au revoir précipité et démarre, tandis que Jack crie qu'ils doivent retourner sur l'île. Kate le confronte et souligne ensuite qu'elle a passé les trois dernières années à oublier les horreurs qui se sont produites lors de leur départ de l'île, et montre son indignation d'entendre Jack lui demander d'y retourner. Puis, elle remonte dans sa voiture et repart, cette fois pour de bon. Jack se rend ensuite au salon funéraire où se trouve le corps de Locke et rencontre Ben avec qui il se met d'accord pour réunir les « six de l'Oceanic » afin de revenir sur l'île. Ben emmène Jack voir Eloise Hawking qui était autrefois chef des « Autres ». Elle explique que l'île est toujours en mouvement et qu'ils doivent prendre le vol Ajira 316 et récréer au mieux les circonstances du crash du vol Oceanic 815 pour retourner sur l'île. Les « six de l'Oceanic » (excepté Aaron) prennent alors le vol Ajira et à la suite de turbulences, un « flash » envoie Jack, Kate, Hurley et Sayid sur l'île en 1977.

### Retour sur l'île
Jack, Kate et Hurley rencontrent Jin dans la jungle qui les emmène à Sawyer, ce dernier étant responsable de la sécurité au sein du Projet Dharma. Sawyer prétend que Jack, Kate et Hurley sont de nouvelles recrues du sous-marin et le trio se joint également au Projet. Jack est assigné la tâche d'« ouvrier » et effectue des tâches de concierge durant trois jours. Sayid s'étant retrouvé sur une autre partie de l'île, il n'a pas pu intégrer le Projet Dharma et il est pris pour un « Hostile ». Il est alors emprisonné, mais s'évade dans la jungle après avoir tiré sur Ben, âgé de douze ans, dans la poitrine. Jack choisit alors de ne pas opérer Ben. À son retour, Faraday révèle qu'il a réexaminé ses équations et a changé d'avis en ce qui concerne la façon dont leur voyage dans le temps influence l'avenir. Faraday propose de faire exploser la bombe à hydrogène, que les « Autres » ont enterré sur l'île, sur le site de la station « Le Cygne » de sorte que cela détruise l'énergie électromagnétique contenue en dessous, afin d'empêcher le crash du vol Oceanic 815. Jack accepte de l'aider dans sa mission, mais Faraday est tué par Eloise Hawking, chef des « Autres », sur le chemin de la bombe. Eloise et Richard Alpert l'aident à obtenir le cœur nucléaire de la bombe et Jack se dirige vers « Le Cygne » avec Sayid, qui a été touché par une balle à l'estomac lors d'une fusillade avec le Projet Dharma. Bien qu'hésitants, Kate, Sawyer, Jin, Juliet et Miles aident également Jack. Jack laisse tomber la bombe dans le trou de forage de la station qui explose peu après.
À la suite de l'explosion, les survivants du vol 815 retournent en 2007 et Sawyer tient Jack pour responsable de la mort de Juliet. Le groupe se rend ensuite au temple pour sauver Sayid, mortellement blessé. Après avoir été plongé dans un bassin, Sayid ressuscite quelques heures plus tard. Dogen, un des « Autres » tente alors de le tuer car il serait « infecté », mais Jack l'en empêche. Hurley emmène ensuite Jack jusqu'au phare de Jacob afin de lui montrer combien il est important. Jack découvre dans un miroir la maison de son enfance et frustré, Jack brise tous les miroirs. Jack et Hurley retournent vers le temple lorsqu'ils croisent Richard qui les emmène au Rocher Noir. Richard demande à Jack de l'aide pour se suicider car depuis qu'il a été touché par Jacob, il en est incapable. Jack allume alors de la dynamite mais reste à ses côtés, estimant qu'elle s'éteindra avant qu'elle n'explose, ce qui se produit effectivement. Jack, Hurley et Richard se rendent ensuite à l'ancien camp situé sur la plage où ils retrouvent Sun, Frank, Miles, Ben et Ilana. Après que Hurley a détruit la dynamite située dans le Rocher Noir, le groupe se scinde en deux ; Jack, Hurley, Sun et Frank se rendent au camp de l'homme en noir. L'homme en noir annonce à Jack qu'il avait pris l'apparence de son père, Christian. Plus tard, Jack et les autres survivants prennent le bateau de Desmond pour se rendre sur l'île de l'Hydre mais Jack change d'avis et retourne à la nage sur l'île principale. Sur la plage, l'homme en noir, Jack et les « Autres » sont attaqués par les obus de Charles Widmore et l'homme en noir parvient à sauver Jack. Le lendemain, l'homme en noir et Jack délivrent des cages à ours du Projet Dharma les rescapés qui se sont rendus sur l'île de l'Hydre. Ensuite, lors d'une fusillade avec les hommes de Widmore, ils prennent le sous-marin de Widmore en laissant l'homme en noir et Claire sur le quai. Cependant, Jack découvre une bombe dans son sac et après l'explosion, seuls Jack, Kate, Sawyer, Hurley et Frank survivent. Jack, Hurley, Sawyer et Kate rencontrent ensuite l'esprit de Jacob qui leur explique pourquoi il les a choisis comme candidats. Jack se porte volontaire pour lui succéder en tant que protecteur de l'île et après un rituel, Jacob lui révèle où trouver la source dans laquelle se situe le cœur de l'île. À la source, Desmond éteint la lumière à la demande de l'homme en noir et de Jack, et l'île commence à se détruire. Jack suit ensuite l'homme en noir sur les falaises et ils se battent sous la pluie. L'homme en noir le poignarde et Kate tire sur l'homme en noir avant que Jack ne le pousse de la falaise. Jack dit adieu à Kate et retourne à la source. Il nomme Hurley comme remplaçant et descend dans le cœur de l'île pour sauver l'île. Jack se rend ensuite dans les bambous dans lesquels il est tombé à son arrivée sur l'île et s'évanouit dans la jungle, avec Vincent à ses côtés. Il finit par mourir sur l'île. 

### Réalité alternative
La réalité alternative est en fait une sorte d'au delà, dans lequel les personnages expérimentent à nouveau leur vie dans des conditions différentes, bien que similaires. Jack se rend toujours à Sydney pour son père Christian. Lors du vol Oceanic 815, Jack sauve la vie de Charlie après que ce dernier a tenté d'avaler un sachet d'héroïne. Après l'atterrissage de l'avion, Oceanic Airlines annonce à Jack qu'ils ont perdu le cercueil de son père. Au comptoir, il rencontre Locke, toujours handicapé, et lui propose de le consulter en tant que neurochirurgien. Jack a également un fils, David. En raison de son travail, Jack est peu présent pour son fils. Cependant, lorsqu'il apprend sur un répondeur téléphonique que son fils auditionne pour une école d'arts, Jack se rend au conservatoire. Après cela, Jack lui explique qu'il ne veut pas faire les mêmes erreurs que son père. La semaine suivante, Jack fait la connaissance de Claire lors de la lecture du testament de son père. Lorsque Desmond fonce en voiture sur Locke, Locke est amené à l'hôpital. Jack lui propose alors de retrouver l'usage de ses jambes mais il refuse. Jack découvre que lorsque Locke a eu son accident, un autre homme était présent, son père, Anthony Cooper. Locke lui révèle qu'il est responsable de la paralysie de son père à la suite d'un accident d'avion dont il était le pilote. Plus tard, Desmond se fait passer pour un employé d'Oceanic Airlines et dit avoir retrouvé le cercueil de son père. Locke, quant à lui, change d'avis et demande à Jack de l'opérer. À l'hôpital, Jack croise Juliet, son ex-femme, qui lui donne les billets pour le concert de Daniel, et propose à Claire d'y aller avec son fils David.
Après l'opération de Locke qui s'est déroulée avec succès, Locke se souvient de sa vie passée sur l'île. Jack a de brefs souvenirs qui lui reviennent mais refuse de croire Locke lorsque ce dernier lui dit que David est le fruit de son imagination. Jack arrive en retard au concert et rencontre Kate. Il a de nouveau de brefs souvenirs de l'île qui lui reviennent et il accepte de la suivre jusqu'à une église où se trouve le cercueil de son père. Lorsqu'il le touche, il se rappelle entièrement son ancienne vie. Christian lui explique la nature de la réalité alternative, une réalité que tous les survivants du vol Oceanic ont construite après leur mort. Jack retrouve alors tous ses anciens compagnons dans l'église pendant que Christian ouvre les portes de l'église et laisse apparaitre une lumière brillante.

## Personnalité
Jack Shephard est neurochirurgien, il s'est imposé naturellement comme le leader de la section du milieu du vol Oceanic 815. Il a parfois quelques difficultés à se contrôler, et a du mal à accepter les situations où il est impuissant. Cependant, son aptitude à résoudre les problèmes fait de lui un personnage clé lors des situations de crises.

## Développement
Dans le script original, le personnage de Jack devait mourir dès le premier épisode. Le rôle de leader devait être incarné par Kate. Finalement, la prestation de Matthew Fox poussa les producteurs à le garder en vie et à faire mourir le pilote à sa place. Jack finit par mourir dans le dernier épisode de la saison 6.